# Haute Cour de justice (Madagascar)
 (janvier 2021).
- Si vous ne connaissez pas le sujet, laissez ce bandeau (vous pouvez alors contacter les auteurs).
- Si vous supprimez le contenu mis en cause (vous pouvez préalablement contacter les auteurs),

argumentez précisément cette suppression dans la page de discussion
(un manque de référence n'est pas un argument ; une recherche réelle de référence doit avoir été effectuée, être formellement documentée).
Pour les articles homonymes, voir Haute Cour de justice.
La Haute Cour de Justice est la juridiction de Madagascar pouvant juger les dirigeants politiques du pays.

## Création
La Haute Cour de Justice (HCJ) de Madagascar n’a vu le jour qu'en juin 2018 soit 4 ans après l’élection de l’ancien président de la 4e république. C’est une juridiction clé pour l’effectivité de l’État de droit ainsi que pour l’engagement de la responsabilité des acteurs politiques comme le chef de l’État, les présidents des assemblées parlementaires, le Premier ministre, les autres membres du gouvernement ainsi que le Président de la Haute Cour Constitutionnelle. L’organisation et la procédure à suivre devant la HCJ sont fixées par une loi organique : loi numéro 2014-043 relative à la Haute Cour de Justice.
On peut dire que Madagascar a fait un bond dans le renforcement de la procédure d’engagement de la responsabilité des acteurs politiques concernés.
Du fait de cette absence de juridiction infaillible en matière de responsabilité après des années depuis son indépendance, tous les actes entrepris par les dirigeants ou quelconques acteurs politiques étaient donc restés impunis jusqu’à ce jour.
Le climat de l’instauration de cette cour était en lui-même un combat juridico-politique ambigu et trainant dans ce pays. En effet, les députés de l’opposition ont déposé une requête visant la déchéance du Président auprès du HCC le 11 mai 2018 pour le manquement à l’instauration de la HCJ ; 3 ans après son investiture. Il est à rappeler que la Constitution de 2010 dans son article 167 prévoit l’installation de la cour dans un délai de 12 mois après l’investiture du Président de la République.
Donc, cela constitue une « obligation de faire » par le chef de l’État en question. En réponse à cette requête, la HCC a ordonné, dans sa décision en date du 25 mai 2018, la mise en place de la Haute Cour de Justice, dans les plus brefs délais.

## Fonctionnement
La constitution de 2010 en son article 167 invoque un « intérêt pour agir » sans identifier les parties qui en bénéficient. Cet intérêt si elle est justifiée mène vers une sanction en cas de carence précise encore l’article. Voyant la teneur de ces propos, le constituant ne se souciait guère du devenir de la portée de cet écrit dans la constitution malgré les modalités fixées par la loi relative au HCJ (La première affaire de la HCJ remonte au 14 octobre 2018).